# Laureano Olivares
Laureano Alberto Olivares Pompa (Caracas, 16 de setembre de 1978) és un actor veneçolà.

## Carrera
Olivares comença la seva carrera artística a l'edat de 14 anys, de la mà de la seva mestra, la reconeguda directora Elia Schneider, protagonitzant al costat de Gledys Ibarra la pel·lícula Sicario, amb el qual va tenir l'oportunitat de viatjar a diversos festivals internacionals de cinema. Així dona inici a una llarga trajectòria en pantalla gran, convertint-se en un dels principals actors d'aquesta indústria a Veneçuela.
La seva experiència teatral inclou obres com a Diversos perversos, Los ángeles terribles, Hombres de azul, Sueño de una noche de verano i El padre. També ha participat a telenovel·les.

## Filmografia

### Telenovel·les
| Any       | Títol                 | Paper                                                             |
| --------- | --------------------- | ----------------------------------------------------------------- |
| 2002      | Mi gorda bella        | Antonio Martínez "Caregato" i Eduardo Martínez Heredia"Careperro" |
| 2006-2007 | Ciudad Bendita        | Julio Augusto "Cachete" Sánchez                                   |
| 2007-2008 | Arroz con leche       | Octavio Herrera                                                   |
| 2008-2009 | ¿Vieja yo?            | Alberto "El Topo" Sánchez                                         |
| 2009-2010 | Tomasa Tequiero       | Ramón Tequiero Jaramillo Montiel                                  |
| 2010      | La mujer perfecta     | Yerson Pájaro                                                     |
| 2013      | Las Bandidas          | Remigio                                                           |
| 2014      | La virgen de la calle | Camacho                                                           |
| 2016      | Piel salvaje          | Roberto                                                           |
| 2017      | Para verte mejor      | Rafael Tadeo                                                      |

### Pel·lícules
| Any  | Títol                      | Paper               |
| ---- | -------------------------- | ------------------- |
| 1994 | Sicario                    | Jairo Mejías        |
| 1997 | La vida del otro           | Mariano "Marianito" |
| 1999 | Huelepega: Ley de la calle | "El Pelao"          |
| 2000 | Oro Diablo                 | Cae                 |
| 2002 | El Don                     | Antonio Caicedo     |
| 2004 | Punto y raya               | Carrasco            |
| 2005 | El Caracazo                | Juan Herrera        |
| 2007 | Postales de Leningrado     | Teo                 |
| 2010 | La hora cero               | "El Buitre"         |
| 2011 | El rumor de las piedras    | "El Fauna"          |
| 2007 | La clase                   | Yuri                |
| 2013 | Esclavo de Dios            | Tarik               |
| 2013 | El regreso                 | Juan                |
| 2014 | Solo                       | Tomás               |
| 2014 | Las caras del Diablo 2     | Crisóstomo          |
| 2016 | Tamara                     | Oficial TSJ         |
| 2015 | Muerte Suspendida          | Jairo               |